# Deutsche Weinstraße

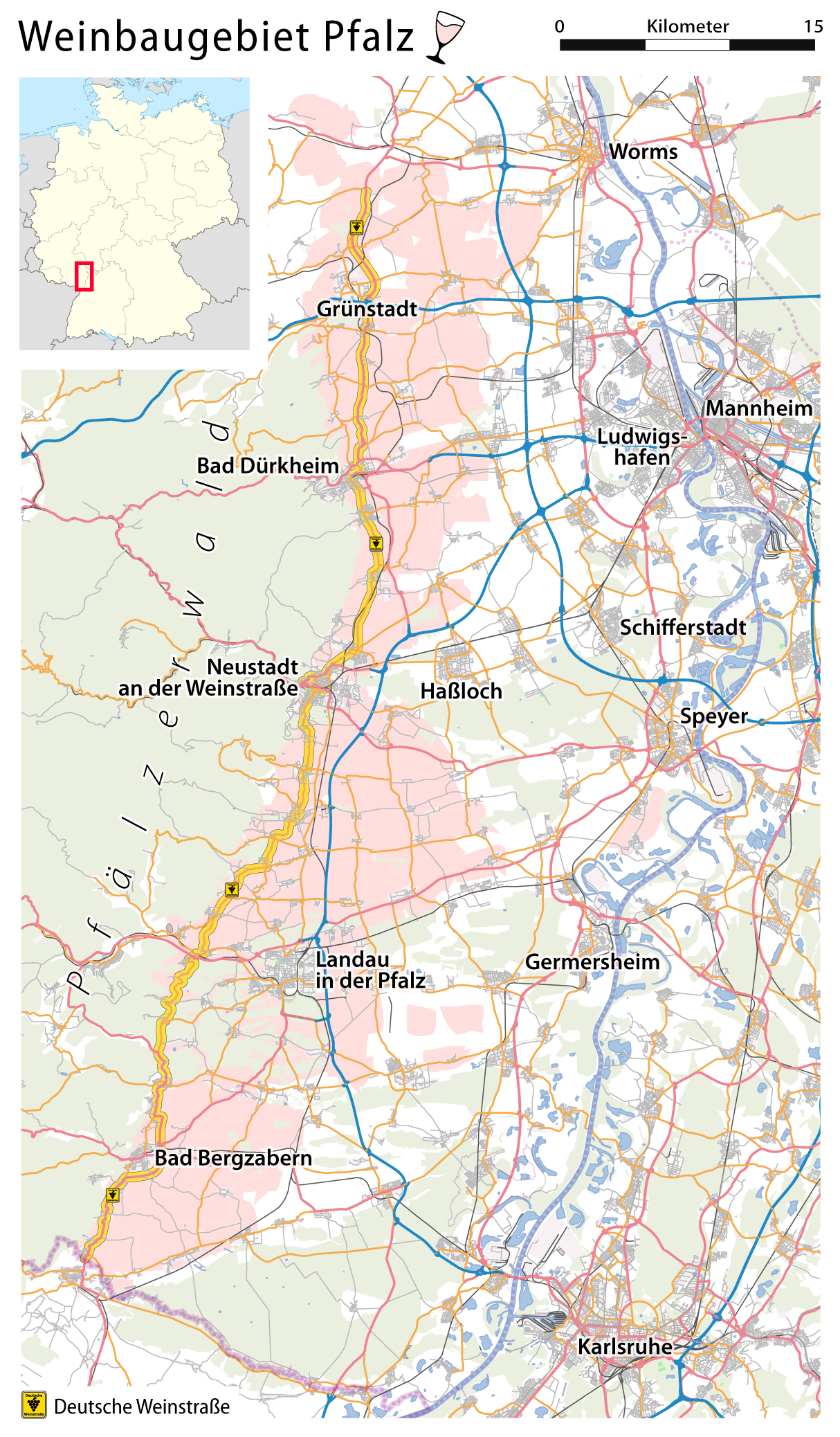
La Deutsche Weinstraße (jaune).

La Deutsche Weinstraße (« route du vin allemande » en allemand), longue d'environ 85 kilomètres en Vignoble de Palatinat, parcourt les principaux villages et villes viticoles de la région Rhénanie-Palatinat. Du nord au sud, elle traverse les communes à partir de Schweigen-Rechtenbach, près de Bad Bergzabern et jusqu'à Bockenheim an der Weinstraße. La route est l’une des plus célèbres routes de vacances d’Allemagne. Elle traverse la deuxième plus grande région viticole d'Allemagne. De nombreux villages viticoles longent les routes fédérales 38 et 271, anciennement la route 81 du Premier Empire.
Deux villes dominent le vignoble : Landau, très animée avec son université et son zoo, ainsi que de nombreux bâtiments datant de la Belle Époque et Neustadt an der Weinstraße, toute proche du château de Hambach, « le berceau de la démocratie allemande », et où a lieu chaque année l’élection et le couronnement de la Reine des vins (die Weinkönigin). Les deux villes sont caractérisées par les pittoresques villages viticoles à l'entour. La route des vins est célèbre pour ses fêtes (on en compte plus de deux cents par an), parfois plus populaires, parfois plus élégantes, mais toutes permettent de faire connaissance avec la région et ses habitants.

## Histoire
La création en 1935 de cette route fut une mesure de l'expansion du tourisme, après la libération de la région du Palatinat. C'est le gauleiter Josef Bürckel qui, en expropriant les juifs, grands marchands de vins, eut l'idée d'encourager la vente des vins en faisant venir le consommateur directement chez les vignerons, mesure à l'origine de l'œnotourisme.

## Climat
Avec 1 800 heures d'ensoleillement, le terroir de la deutsche Weinstraße bénéficie d'un climat quasi-méditerranéen. Figues, kiwis, cyprès, palmes, bananes et châtaignes y mûrissent. De même, des amandiers fleurissent le long du terroir.